# Mesilato

Estructura del anión mesilato.

En química, un mesilato es cualquier sal o éster del ácido metanosulfónico (CH3SO3H). Así pues, es el nombre trivial, de uso habitual, del grupo metanosulfonato (CH3SO3−).
En sales el mesilato está presente en la forma del anión CH3SO3−. En cambio, los éster de mesilato (o mesilatos) son un grupo de compuestos orgánicos con la estructura general CH3−SO2−O−R, donde R es un sustituyente orgánico. 
El anión mesilato es un grupo saliente excelente en reacciones de sustitución nucleófila.
Mesilo (abreviado Ms) es el término usado para referirse al grupo metilsulfonilo (CH3SO2−).

## Síntesis
Los mesilatos se preparan directamente a partir de la reacción entre el correspondiente alcohol, (orden de reactividad: primario > secundario, con terciarios no va bien), y cloruro de mesilo, en presencia de una base, habitualmente una amina como la trietilamina o la piridina, que neutraliza el HCl que se forma.
R−OH + CH3−SO2−Cl → CH3−SO2−O−R + HCl